# David Stone (politikus)
David Stone (Bertie megye, 1770. február 17. – Raleigh, 1818. október 7.) az Amerikai Egyesült Államok szenátora (Észak-Karolina, 1801–1807 és 1813–1814).